# Aitor Iru
Aitor Iruarrizaga Amarika (29 de julio de 1968 en Bilbao, España), más conocido como Aitor Iru, fue un futbolista español que jugaba como guardameta.
Es el hermano menor de Patxi Iru, el que fuera portero del Athletic Club y el Elche CF. Su hijo Ander Iruarrizaga es portero del Bilbao Athletic.
Actualmente es entrenador de porteros del Athletic Club.

## Trayectoria deportiva
Aitor Iru llegó al Bilbao Athletic procedente del Barakaldo CF en 1991. Tras no llegar a debutar con el Athletic Club, se marchó a la SD Compostela con el que logró el primer ascenso de la historia del club a Primera División en 1994. Permaneció una temporada más en el club gallego como titular. En 1995 llegó al CP Mérida, en el que apenas jugó cuatro partidos de Copa del Rey. Al año siguiente, ya en Segunda División, fichó por la UD Almería. En su primera temporada en el club andaluz sufrió el descenso de categoría. En 1998 se incorporó a la SD Eibar, donde pasó cuatro temporadas compitiendo en Segunda División. Se retiró en 2004 tras dos temporadas en el Amurrio Club.
En la temporada 2008-09 fue entrenador de porteros del Bilbao Athletic. En 2011 se convirtió en el entrenador de porteros del Athletic Club en sustitución de Luis Llopis. En julio de 2017 pasó a ser entrenador de porteros del Bilbao Athletic tras la llegada de Ziganda al primer equipo, que apostó por Imanol Etxeberria. En diciembre en 2018, con el ascenso al primer equipo de Gaizka Garitano, volvió a ser el entrenador de porteros de la primera plantilla sustituyendo a Carlos Kisluk.

## Clubes
| Club            | País   | Periodo    | Partidos |
| --------------- | ------ | ---------- | -------- |
| Barakaldo CF    | España | 1989-1991  | 57       |
| Bilbao Athletic | España | 1991-1993  | 45       |
| SD Compostela   | España | 1993-1995  | 82       |
| CP Mérida       | España | 1995-1996  | 4        |
| UD Almería      | España | 1996-1998  | 43       |
| SD Eibar        | España | 1998- 2002 | 52       |
| Amurrio Club    | España | 2002- 2004 | 18       |